# Eleusina
Eleusina (grčki: Ελευσίνα, na Katarevusi: Ἐλευσίς /  Eleusis) je grad i općina udaljena oko 20 km sjeverozapadno od Atene. Grad je smješten pored najsjevernijeg dijela Saronskog zaljeva i upravno je sjedište prefekture Zapadna Atika. Po Eleusini naziva se Eleuzinski zaljev koje je sjeverno od otoka Salamine.
Eleusina je slavna kao mjesto na kom su se održavale Eleuzijanske misterije, čuvene religiozne svečanosti antičke grčke mitologije. Eleusina je i rodno mjesto Eshila, jednog od trojice najvećih antičkih tragičara. 

## Povijest

### Antička Eleusina
Još od klasičnog vremena Grčke povijesti, od 1700. pr. Kr. pa sve do vremena Rimskog Carstva, Eleusina ( ili Eleusis), bila je mjesto na kojem su se održavale čuvene Eleuzijanske misterije, ili Misterije Demetra i Kore. Ove misterije održavale su se zbog vjere u zagrobni život, osobito onih koji su prošli inicijaciju u Misterijama.
Stari Grci su na smrt gledali prilično optimistično, kao na produžetak egzistencije u jednom drugom obliku, kao na put preko rijeke Stiks i ulazak u svijet mrtvih - u Had.  I pored tog pozitivističkog gledanja na smrt, Eleuzijanske misterije davale su grčkim zagovornicima tog kulta nadu u ljepši zagrobni život u Hadu.  
Eleuzijanske misterije bile su posvećene boginji Demetri i njezinoj kćeri Persefoni (Kori). Misterije je prema predaji uvela Demetra, boginja zemlje i žita. Persefonu je oteo Had i odveo u podzemlje. Zalaganjem drugih bogova Persefona je vraćena majci ali se svake godine na četiri mjeseca mora vraćati u podzemlje.

### Eleusina danas
Eleusina danas je predgrađe metropolitanske Atene, s kojom je spojena brzim autocestama; grčka međugradska cesta GR – 8A, Attiki Odos i Atena metro.
Eleusina je grad u koji se uveze najviše sirove nafte (i poslije obradi u rafinerijama) u Grčku. Rafinerija najbliža gradu je na zapadnom ulazu u grad. Sljedeće veće naselje u općini Eleusina je Aspropirgos, pored brodogradilišta Skaramagkas.
Atenska vojna zračna luka nalazi se na par kilometara istočno od Eleusine.

## Rast stanovništva posljednjih desetljeća
| Godina | Stanovništvo općine | Promjena       | Gustoća    |
| ------ | ------------------- | -------------- | ---------- |
| 1981.  | 20.320              | 1101,1/km²     |            |
| 1991.  | 22.793              | +2473/+12,17 % | 1235,1/km² |
| 2001.  | 25.863              | +3070/+13,47 % | 1401,4/km² |

## Vanjske poveznice
- Službene starnice eng. {{{1}}} (grč.)
- Αρχαιολογικό Μουσείο Ελευσίνας - Arheološki muzej iz Eleusine